# Anisogona mediana
Anisogona mediana es una especie de polilla de la familia Tortricidae. Se encuentra en Australia.